# Exetastes dichrous
Exetastes dichrous là một loài tò vò trong họ Ichneumonidae.